# Nemesis (Isaac Asimov)
Nemesis ist ein Science-Fiction-Roman des russisch-amerikanischen Schriftstellers Isaac Asimov. Der Roman beschreibt die Entwicklung der Menschheit in einer Zeit, in der die Technologie für interstellare Raumfahrt entdeckt und weiterentwickelt wird, während sich ein Roter Zwerg im Anflug auf das Sonnensystem befindet und in fünftausend Jahren im Perihel seiner Bahn den Orbit der Erde verschieben wird. Die Handlung ist lose verbunden mit seinen Roboter- und Imperium-Romanen sowie dem Foundation-Zyklus.

## Handlung
An Bord der Raumstation Rotor in der Erdumlaufbahn entdeckt die Astronomin Eugenia Insigna im Jahr 2220 einen bisher aufgrund von äußerst schwacher Leuchtkraft nicht aufgefallenen Roten Zwerg in einem Abstand von nur zwei Lichtjahren zur Sonne und nennt diesen Nemesis nach der griechischen Rachegöttin. Janus Pitt, der Gouverneur von Rotor, verlangt von ihr die Geheimhaltung der Entdeckung, denn Rotor verfügt über die ebenfalls zurückgehaltene Technologie der Hyperbeschleunigung auf nahezu Lichtgeschwindigkeit, welche einen Flug nach Nemesis ermöglicht. Als der Aufbruch von Rotor zu den Sternen angekündigt wird, will Crile Fisher, der Ehemann von Eugenia Insigna, aufgrund keines festen Zieles zur Erde zurückkehren. Eugenia hält sich an ihr Versprechen gegenüber Janus, und Crile verschwindet, während ihre gemeinsame und erst kürzlich geborene Tochter Marlene mit ihrer Mutter auf Rotor bleibt.
Während des Anfluges auf Nemesis wird durch Frequenzverschiebung die Annäherung von Nemesis an die Sonne entdeckt, welche in fünftausend Jahren im Perihel seiner Bahn den Orbit der Erde verschieben wird. Janus Pitt weigert sich trotzdem, die Erde über Nemesis und die drohende Gefahr zu informieren. Während des Anfluges wird ebenfalls ein Gasriese in dessen Umlaufbahn entdeckt, den der verantwortliche Astronom Megas (nach dem griechischen Wort μέγας für „groß“) nennt, sowie ein Mond von diesem, den Janus Pitt Erythro (nach dem griechischen Wort ερυθρο für „rot“) nennt und welcher bewohnbar sein könnte. Wegen einer nicht atembaren Atmosphäre muss die Kolonie jedoch unter einer riesigen Kuppel eingeschlossen werden. Einige Exkursionen in die Außenwelt führten zum Aufbruch einer merkwürdigen Geisteskrankheit, bekannt als Erythro-Seuche. Teils erkrankten sogar Menschen, welche die Kuppel nicht verließen. Inzwischen kam es jedoch schon lange zu keinen Neuerkrankungen. Im Jahr 2236 kreist Rotor weiterhin um Erythro. Marlene, die inzwischen fast erwachsen ist, fühlt eine seltsame Anziehung zu Erythro und will unbedingt auf die Oberfläche, doch ihre Mutter untersagt es ihr ständig aufgrund der Erythro-Seuche. Marlene hat darüber hinaus die besondere Fähigkeit, die Mimik ihrer Mitmenschen so genau zu lesen, dass sie deren Lügen sofort erkennt. Andere Menschen und selbst Janus Pitt meiden sie deshalb, nur Aurinel Pampas, ein älterer Junge für den sie heimlich schwärmt, ist mit ihr befreundet.
Auf der Erde wurde Nemesis nach dem rätselhaften Abflug von Rotor inzwischen entdeckt. Crile Fisher, der seine Entscheidung inzwischen bereut, schließt sich der Forschungsgruppe Earth Intelligence zur erneuten Entwicklung der Hyperbeschleunigung und anderen Technologien für interstellare Raumfahrt an, und hilft mit seinem Hintergrundwissen von seinem Aufenthalt auf Rotor. Kattimoro Tanayama, der Leiter des Projektes, verlangt Höchstleistung und schnellstmögliche Fertigstellung, um den ersten interstellaren Flug noch zu erleben, stirbt aber zuvor. Igor Koropatsky, der neue Leiter des Projektes, schickt Crile Fisher auf eine Mission zur Abwerbung der theoretischen Physikerin Tessa Wendel, was ihm nach einer gemeinsamen Nacht gelingt. Nach Beendigung der Konstruktion des ersten interstellaren Antriebes bekommt Tessa aufgrund ihrer Expertise direkt einen Platz an Bord, während Crile mit ihrer Hilfe über seine persönliche Verbindung lange um einen verhandeln muss. Mit vier weiteren Menschen, darunter der theoretische Physiker Chao Wu, brechen sie in Richtung von Nemesis auf. Beim ersten Sprung kommt es zu einer Abweichung und Chao Wu erkennt einen zusätzlich notwendigen Term in den Gleichungen von Tessa Wendel, in welcher die Gravitation als abstoßend eingehen muss. Mit korrigiertem Antrieb fliegen sie weiter nach Nemesis.
Janus verschafft sowohl Eugenia als auch Marlene aufgrund ihres immer stärkeren Verlangens einen Flug nach Erythro. Eugenia erkennt erst nach der Landung, dass Janus ihnen aufgrund der Erythro-Seuche als Vorwand auf unbestimmte Zeit den Rückflug verweigern könnte. Siever Genarr, der Chef der Kuppel und früherer Verehrer von Eugenia Insigna, unternimmt mit Marlene in einem Raumanzug zunächst gegen starken Protest mehrere Ausflüge nach draußen, darunter ebenfalls einen Flug über den Mond. Marlene ist der unumstößlichen Überzeugung, dass ihr die Erythro-Seuche nichts anhaben kann, und will auch ohne Raumanzug hinaus. Ranay D'Aubisson, eine Neurobiologin, welche zuvor die Auswirkungen der Erythro-Seuche untersuchte, gibt nach mehreren Scans ihren Segen dafür. Eugenia ist jedoch weiterhin dagegen, daher schleicht sich Marlene heimlich hinaus. Als sie eine Halluzination von Aurinel Pampas vor sich sieht, erkennt sie die Wahrheit hinter der Erythro-Seuche. Dessen zahlreiche Mikroorganismen bilden einen kollektiven Verstand, welcher telepathisch mit Menschen kommunizieren kann. Während des Baus der Kuppel wehrte dieser sich zunächst mit Wahnvorstellungen gegen die Eindringlinge, hat jedoch inzwischen ein großes Interesse daran entwickelt, außergewöhnliche Verstände wie ihren eigenen zu sammeln. Crile landet und trifft direkt auf Marlene. Ebenfalls dabei sind Tessa und Chao, welche die gleiche Anziehung zu Erythro verspüren und genau wie Marlene auf diesem bleiben wollen. Chao erzählt den beiden ihr von der Lösung des Problems mit Nemesis: Mit massiven am Stern mithilfe des Antriebs ihres Raumschiffes vorbeigeschossenen Objekten kann aufgrund seines Korrekturtermes dessen Bahn von der Sonne abgelenkt werden. Seine Erkenntnisse werden zur Erde gebracht, wo nun das Zeitalter der interstellaren Raumfahrt und die Entdeckung des Universums beginnt. Janus Pitt reflektiert an Bord von Rotor über die Geschehnisse. Mit der Entwicklung des Hyperraumfluges würde Nemesis zwar nicht mehr von den Kolonien überrannt werden, aber diese könnten sich nun ungehindert im Universum ausbreiten. Janus Pitt erkennt darin nun die hereinbrechende Rachegöttin Nemesis.

## Hintergrund
Der Roman war für den Kurd-Laßwitz-Preis im Jahr 1991 nominiert gewesen.
Im Jahr 1984 wurde die Idee eines fernen Begleitsterns der Sonne in einem Orbit mit einem Bahnradius von einem bis drei Lichtjahren zur Erklärung von periodischen Störungen innerhalb der Oortschen Wolke vorgeschlagen, welche Kometen auf eine Bahn ins innere Sonnensystem lenken kann. Diese hypothetische Sonne wurde Nemesis genannt.
Zum Zeitpunkt der Veröffentlichung des Romans im Jahr 1989 war die Überlegung eines Exoplaneten noch komplett neu. Erste Entdeckungen während der 1980er wurden noch fälschlicherweise als Braune Zwerge eingestuft oder widerrufen (etwa Gamma Cephei b). Die erste definitive Entdeckung eines Exoplaneten war die von Dimidium (51 Pegasi b) im Jahr 1995, wofür die Entdecker Michel Mayor und Didier Queloz im Jahr 2019 den Nobelpreis für Physik erhielten. Die erste Entdeckung eines potentiell bewohnbaren Exoplaneten, Gliese 581 c im Orbit um einen Roten Zwerg in einer Entfernung von 20,4 Lichtjahren zur Erde, wurde am 24. April 2007 veröffentlicht.
Im Vorwort des Romans schreibt Isaac Asimov, dass der Roman nicht mit den Romanen des Foundation-Zyklus verbunden ist. In seiner Autobiographie wird von ihm näher beschrieben, dass dieser Vorschlag von seiner Editorin Jennifer Brehl kam, die ihm einen „völlig unabhängigen Hintergrund“ („an entirely independent background“) nahelegte. Im Vorwort schreibt Isaac Asimov jedoch, seine Meinung dazu eventuell später noch zu ändern. Im späteren Roman „Forward the Foundation“ erwähnt Hari Seldon die zwanzigtausend Jahre alte Geschichte einer jungen Frau, die mit einem ganzen Planeten im Orbit um eine Nemesis genannte Sonne kommunizieren konnte („a young woman that could communicate with an entire planet that circled a sun named Nemesis“).

## Kritik
Auf Kirkus Reviews wird der Roman als halbfuturistisches Weltraumdrama bezeichnet, welches trotz der Abwesenheit eines Themas oder sogar einer Handlung ziemlich spannend sei („medium-future space drama, often quite absorbing despite the absence of a theme or even much of a plot“). Es sei ein zurückhaltendes, aber doch seltsam sympathisches Werk, obwohl während vieler Verstrickungen nicht viel passiert, da der Charme von Isaac Asimov einen einfach durch die Seiten führt („low-key, oddly likable performance considering that, despite all the complicated maneuvering, nothing much happens: the old Asimov charm keeps the pages turning“).
Auf SF Site heißt es, Isaac Asimov scheine sich verpflichtet zu fühlen, sich für die Loslösung von anderen Romanen entschuldigen zu wollen („feels obliged to apologize for the fact that it is completely unrelated to any of his own novels“). „Nemesis“ sei jedoch tatsächlich nicht mehr als ein durchschnittlicher Roman von Isaac Asimov („in fact nothing more than an average Isaac Asimov novel“). Auf der positiven Seite bedeutet das intelligente und nachdenkliche Ideen, eine gut konstruierte Handlung und ein guter Spannungsbogen. Auf der negativen Seite bedeutet das eine eher oberflächliche Charakterisierung, ein undifferenzierter Prosastil und eine übermäßige Betonung endloser Gespräche. Wie in einer Seifenoper verbringen die Charaktere mehr Zeit damit, darüber zu reden, etwas zu tun als es wirklich zu tun. („On the positive side, that means that it has intelligent and thoughtful ideas, a carefully crafted plot, and a well-maintained sense of suspense. On the negative side, that means that it offers generally perfunctory characterization, an undistinguished prose style, and an excessive emphasis on endless conversation—as in a soap opera, Asimov's characters spend far more time talking about what they are doing than actually doing anything.“)